# Lista över svenska mästare i landsvägscykling
Denna artikel innehåller en lista över svenska mästare i landsvägscykling.

## Damer

### Linjelopp

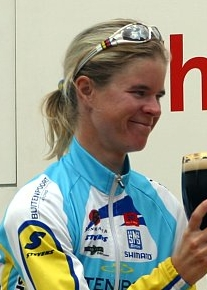
Susanne Ljungskog, fyra gånger mästare på linjelopp och fyra gånger mästare på tempolopp.

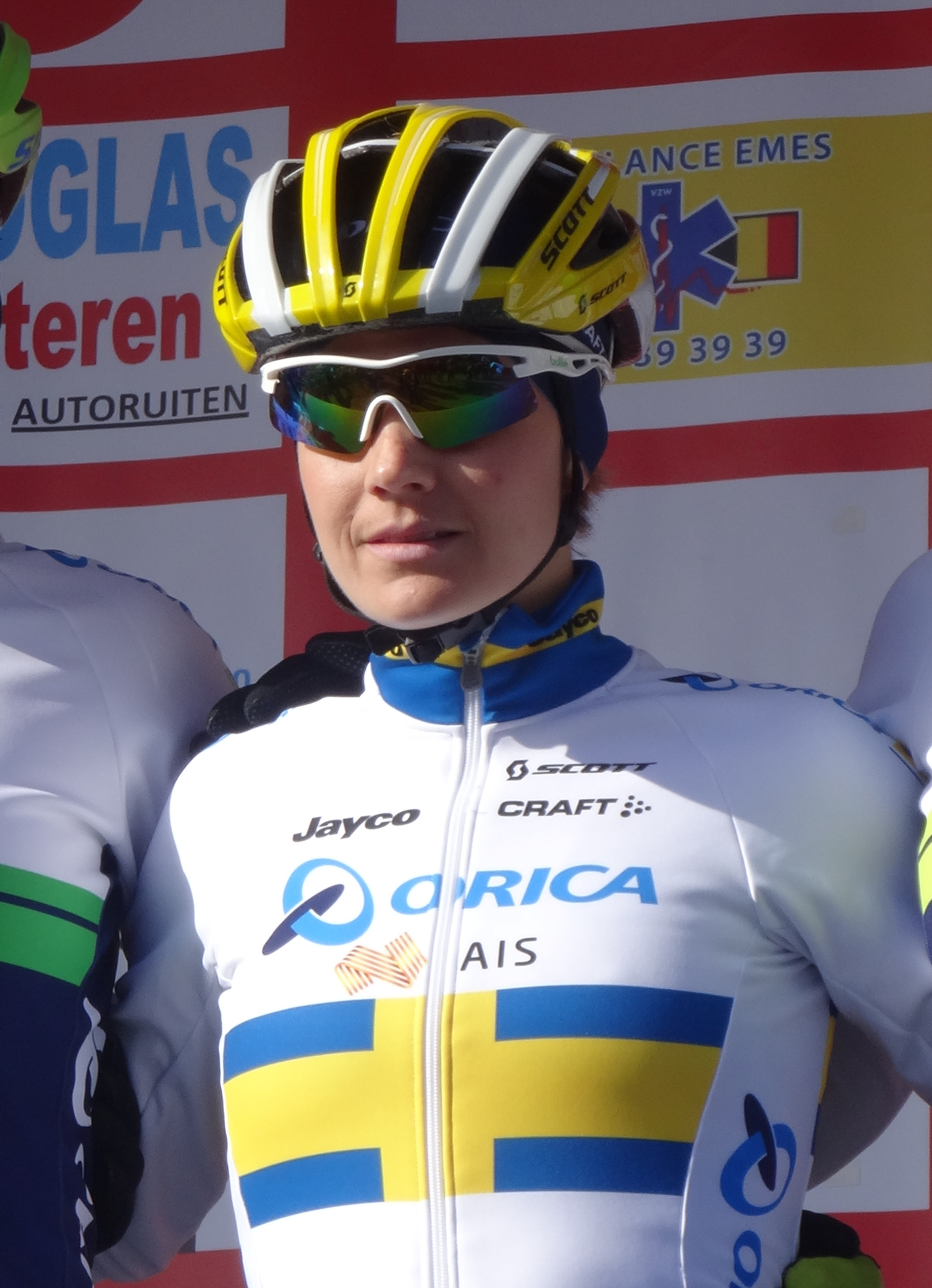
Emma Johansson, sex gånger mästare på linjelopp och åtta gånger mästare på tempolopp.

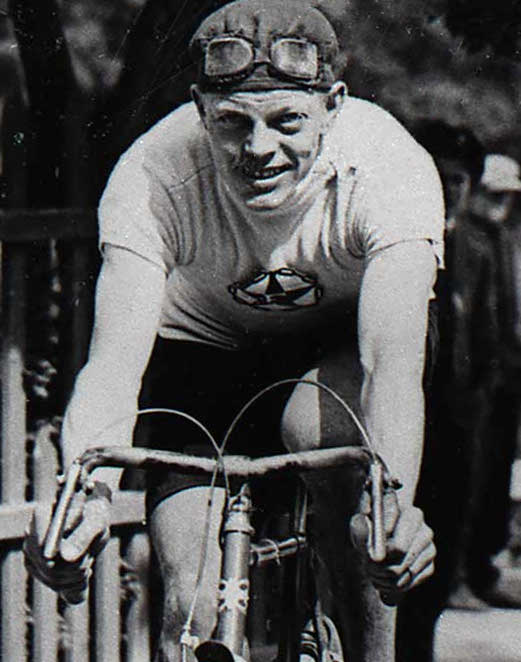
Bernhard Britz, vinnare av linjeloppet 1933.

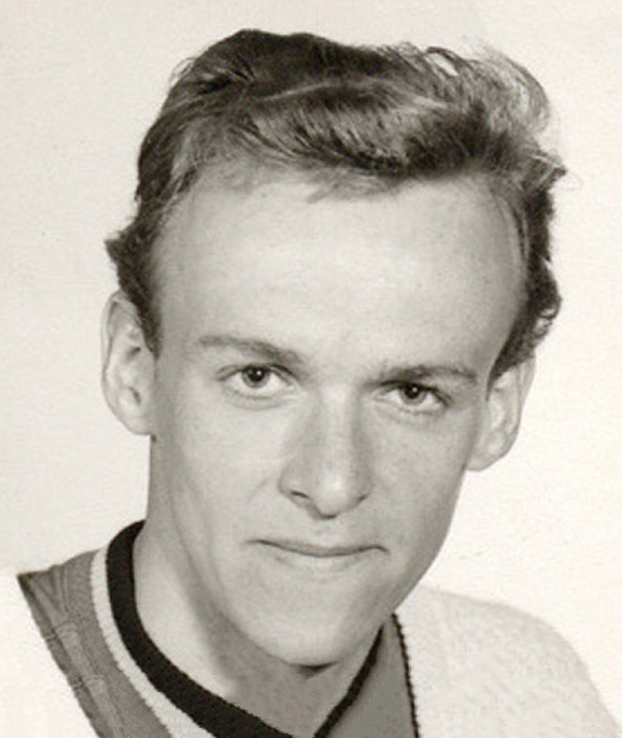
Gösta Fåglum Pettersson: vinnare av linjeloppet 1969 och sex gånger vinnare av tempoloppet.

| År0/0Distans | Guld                                   | Silver              | Brons              |
| 1971 60 km   | Ulla Nilsson Upsala CK                 |                     |                    |
| 1972 60 km   | Ann Pettersson Kinds CK                |                     |                    |
| 1973 60 km   | Tuulikki Jahre IK Ymer                 |                     |                    |
| 1974 60 km   | Eva Johansson Uddevalla CA             |                     |                    |
| 1975 60 km   | Meeri Bodelid Sidsjö/Böle IF           |                     |                    |
| 1976 60 km   | Tuulikki Jahre Frölunda CK             |                     |                    |
| 1977 60 km   | Tuulikki Jahre CK Master               |                     |                    |
| 1978 60 km   | Kristina Ranudd Skoghalls CK           |                     |                    |
| 1979 60 km   | Marianne Berglund Skellefteå AIK       |                     |                    |
| 1980 60 km   | Anna-Karin Johansson Örebrocyklisterna |                     |                    |
| 1981 60 km   | Maria Johnsson Skoghalls CK            |                     |                    |
| 1982 60 km   | Maria Johnsson Skoghalls CK            |                     |                    |
| 1983 60 km   | Kristina Ranudd Skoghalls CK           |                     |                    |
| 1984 60 km   | Marianne Berglund Örebrocyklisterna    |                     |                    |
| 1985 60 km   | Paula Westher Klubben Cyklisten        |                     |                    |
| 1986 60 km   | Paula Westher Klubben Cyklisten        |                     |                    |
| 1987 60 km   | Marianne Berglund Skellefteå AIK       |                     |                    |
| 1988 60 km   | Marie Höljer Ramnäs CK                 |                     |                    |
| 1989 80 km   | Marie Höljer Ramnäs CK                 |                     |                    |
| 1990 80 km   | Elisabeth Westman Ramnäs CK            |                     |                    |
| 1991 80 km   | Marianne Berglund Skellefteå AIK CK    |                     |                    |
| 1992 80 km   | Christina Vosveld Härnösands CK        | Elisabeth Westman   | Marie Hoeljer      |
| 1993 80 km   | Christina Vosveld Härnösands CK        | Elisabeth Westman   | Marie Hoeljer      |
| 1994 80 km   | Susanne Ljungskog CK Bure              | Marie Hoeljer       | Helena Norrman     |
| 1995 80 km   | Linda Hydén Mölndals CK                | Marie Hoeljer       | Annelie Lundin     |
| 1996 80 km   | Susanne Ljungskog CK Bure              | Marie Hoeljer       | Madeleine Lindberg |
| 1997 80 km   | Susanne Ljungskog CK Bure              | Marie Hoeljer       | Annelie Lundin     |
| 1998 80 km   | Susanne Ljungskog Hisingens CK         | Marie Hoeljer       | Madeleine Lindberg |
| 1999 80 km   | Madeleine Lindberg Borlänge CK         | Susanne Ljungskog   | Marie Hoeljer      |
| 2000         | Madeleine Lindberg Borlänge CK         | Susanne Ljungskog   | Jenny Algelid      |
| 2001         | Madeleine Lindberg Team Mälarenergi CK | Maria Oestergren    | Asa Hagberg        |
| 2002         | Nathalie Visser Team Mälarenergi CK    | Veronika Andreasson | Susanne Ljungskog  |
| 2003         | Susanne Ljungskog CK Thor Ale          | Madeleine Lindberg  | Camilla Larsson    |
| 2004         | Susanne Ljungskog CK Thor Ale          | Monica Holler       | Madeleine Lindberg |
| 2005         | Susanne Ljungskog CK Thor Ale          | Maria Oestergren    | Mirella Ehrin      |
| 2006         | Susanne Ljungskog Team Ale-Göteborg VK | Monica Holler       | Karin Aune         |
| 2007         | Angelica Agerteg Staffanstorp CK       | Linda Josefsson     | Madeleine Olsson   |
| 2008         | Emilia Fahlin Örebrocyklisterna        | Emma Johansson      | Susanne Ljungskog  |
| 2009         | Jennie Stenerhag AlrikssonsCykel.se CK | Karin Aune          | Marie Lindberg     |
| 2010         | Emma Johansson Härnösands CK           | Marie Lindberg      | Sara Mustonen      |
| 2011         | Emma Johansson Härnösands CK           | Jennie Stenerhag    | Emilia Fahlin      |
| 2012         | Emma Johansson Härnösands CK           | Emilia Fahlin       | Isabelle Söderberg |
| 2013         | Emilia Fahlin Örebrocyklisterna        | Emma Johansson      | Jessica Kihlbom    |
| 2014         | Emma Johansson Härnösands CK           | Malin Rydlund       | Sara Mustonen      |
| 2015         | Emma Johansson Härnösands CK           | Sara Mustonen       | Hanna Nilsson      |
| 2016         | Emma Johansson Härnösands CK           | Sara Mustonen       | Emilia Fahlin      |
| 2017         | Sara Penton Stockholms CK              | Ida Erngren         | Hanna Nilsson      |
| 2018         | Emilia Fahlin Örebrocyklisterna        | Lisa Nordén         | Sara Penton        |
| 2019         | Lisa Nordén HiQ Sports Club            | Hanna Nilsson       | Nathalie Eklund    |
| 2020         | Nathalie Eklund Stockholm CK           | Emilia Fahlin       | Matilda Frantzich  |
| 2021         | Carin Winell CK Hymer                  | Hanna Johansson     | Alexandra Nessmar  |
| 2022         | Jenny Rissveds Falu CK                 | Emilia Fahlin       | Julia Borgström    |
| 2023         | Emilia Fahlin Örebrocyklisterna        | Clara Lundmark      | Julia Borgström    |
| 2024         | Mika Söderström Stockholm CK           | Matilda Frantzich   | Clara Lundmark     |

### Tempolopp

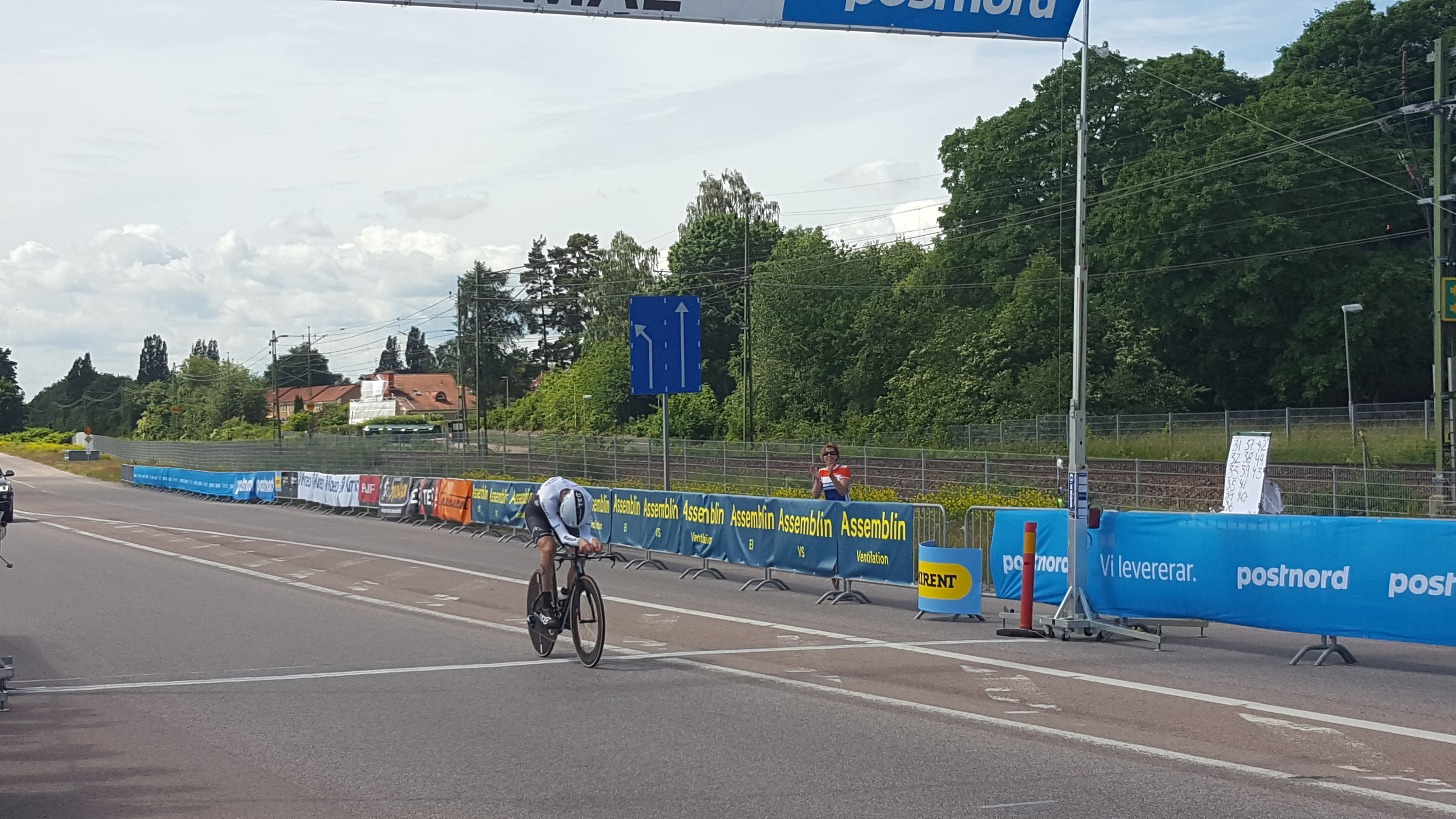
Alexander Wetterhall passerar mållinjen som vinnare av tempoloppet 2016 i Västerås.

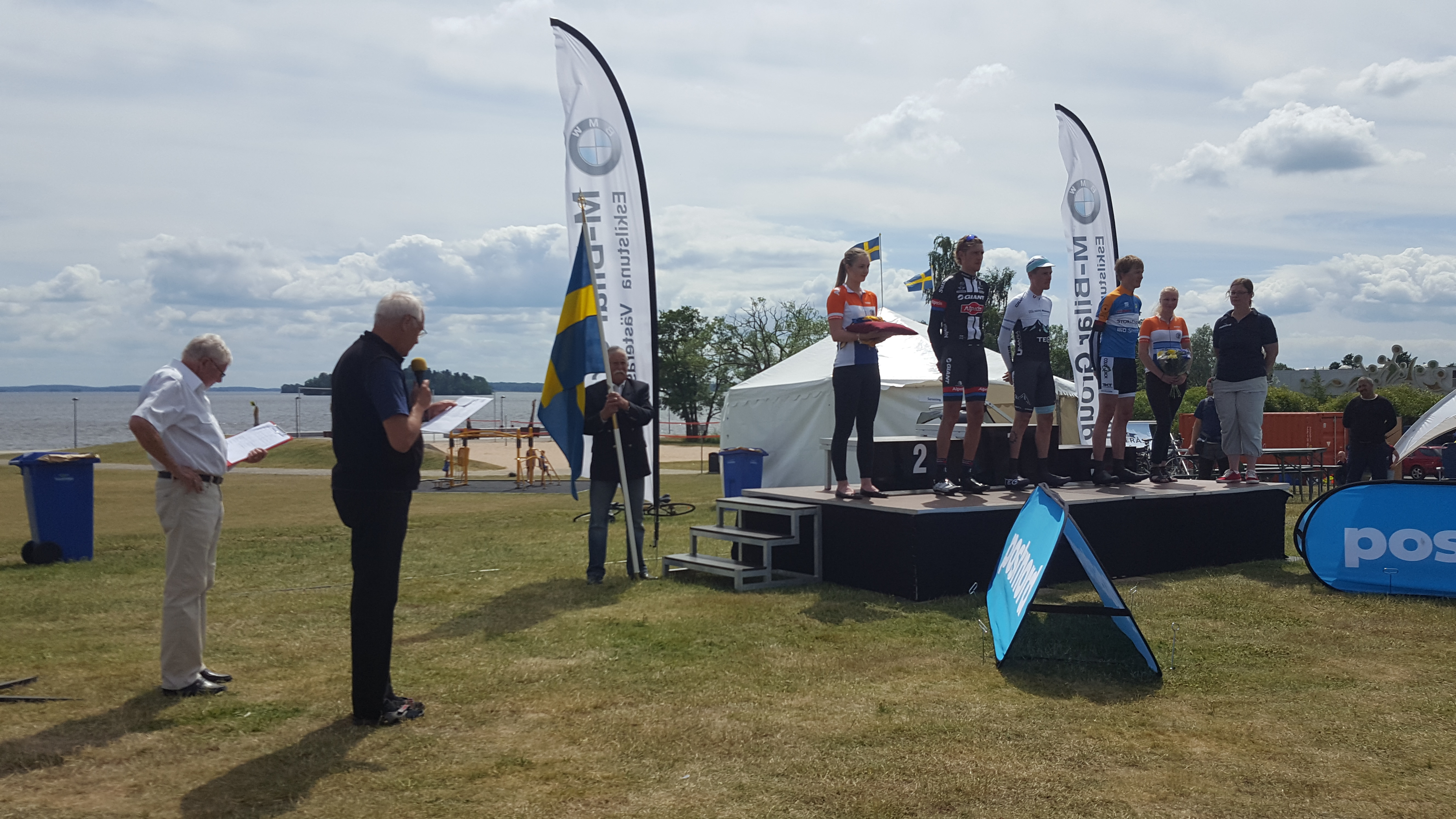
Medaljörerna vid herrarnas tempolopp 2016.

| År0/0Distans | Guld                   | Silver                 | Brons                |
| 1971         | Elisabet Höglund       |                        |                      |
| 1972         | Elisabet Höglund       |                        |                      |
| 1973         | Marja-Leena Huhtiniemi |                        |                      |
| 1974         | Anna-Karin Johansson   | Marja-Leena Huhtiniemi | Elisabet Höglund     |
| 1975         | Marja-Leena Huhtiniemi | Elisabet Höglund       | Christel Johansson   |
| 1976         | Tuulikki Jahre         |                        |                      |
| 1977         | Tuulikki Jahre         | Ritva Mykkänen         | Anna-Karin Johansson |
| 1978         | Anna-Karin Johansson   | Tuulikki Jahre         | Kristina Ranudd      |
| 1979         | Tuulikki Jahre         |                        |                      |
| 1980         | Tuulikki Jahre         |                        |                      |
| 1981         | Maria Johnsson         | Tuulikki Jahre         | Pia Prim             |
| 1982         | Maria Johnsson         |                        |                      |
| 1983         | Kathrine Lundström     |                        |                      |
| 1984         | Marie Höljer           |                        |                      |
| 1985         | Christina Vosveld      |                        |                      |
| 1986         | Christina Vosveld      |                        |                      |
| 1987         | Christina Vosveld      |                        |                      |
| 1988         | Christina Vosveld      |                        |                      |
| 1989         | Christina Vosveld      |                        |                      |
| 1990         | Christina Vosveld      |                        |                      |
| 1991         | Marie Höljer           |                        |                      |
| 1992         | Christina Vosveld      |                        |                      |
| 1993         | Christina Vosveld      |                        |                      |
| 1994         | Susanne Ljungskog      |                        |                      |
| 1995         | Jenny Algelid          | Marie Hoeljer          | Helena Norrman       |
| 1996         | Jenny Algelid          | Susanne Ljungskog      | Marie Hoeljer        |
| 1997         | Jenny Algelid          | Marie Hoeljer          | Susanne Ljungskog    |
| 1998         | Jenny Algelid          | Susanne Ljungskog      | Marie Hoeljer        |
| 1999         | Jenny Algelid          | Susanne Ljungskog      | Marie Hoeljer        |
| 2000         | Jenny Algelid          | Marie Hoeljer          | Annica Jonsson       |
| 2001         | Madeleine Lindberg     | Susanne Ljungskog      | Veronika Andreasson  |
| 2002         | Jenny Algelid          | Susanne Ljungskog      | Lotta Green          |
| 2003         | Susanne Ljungskog      | Madeleine Lindberg     | Lotta Green          |
| 2004         | Susanne Ljungskog      | Madeleine Lindberg     | Lotta Green          |
| 2005         | Emma Johansson         | Monica Holler          | Madeleine Lindberg   |
| 2006         | Susanne Ljungskog      | Veronika Andreasson    | Eva Nyström          |
| 2007         | Emma Johansson         | Eva Nyström            | Marie Lindberg       |
| 2008         | Emma Johansson         | Dorotea Isaksson       | Camilla Larsson      |
| 2009         | Emilia Fahlin          | Susanne Ljungskog      | Emma Johansson       |
| 2010         | Emilia Fahlin          | Emma Johansson         | Sara Mustonen        |
| 2011         | Emilia Fahlin          | Emma Johansson         | Sara Mustonen        |
| 2012         | Emma Johansson         | Malin Rydlund          | Emilia Fahlin        |
| 2013         | Emma Johansson         | Lisa Nordén            | Malin Rydlund        |
| 2014         | Emma Johansson         | Eva Nyström            | Malin Rydlund        |
| 2015         | Emma Johansson         | Sara Mustonen          | Hanna Nilsson        |
| 2016         | Emma Johansson         | Emilia Fahlin          | Åsa Lundström        |
| 2017         | Lisa Nordén            | Åsa Lundström          | Hanna Nilsson        |
| 2018         | Lisa Nordén            | Emilia Fahlin          | Frida Knutsson       |
| 2019         | Lisa Nordén            | Nathalie Eklund        | Hanna Nilsson        |
| 2020         | Lisa Nordén            | Nathalie Eklund        | Emilia Fahlin        |
| 2021         | Nathalie Eklund        | Ebba Granqvist         | Hanna Nilsson        |
| 2022         | Nathalie Eklund        | Julia Borgström        | Malin Alzén          |
| 2023         | Jenny Rissveds         | Nathalie Eklund        | Emilia Fahlin        |
| 2024         | Lisa Nordén            | Ebba Grankvist         | Stina Kagevi         |

## Herrar

### Linjelopp
| År0/0Distans | Guld                            | Silver                           | Brons                         |
| 1909 100 km  | Hjalmar Levin VIF Diana         | 0                                | 0                             |
| 1910 100 km  | Hjalmar Levin VIF Diana         | Axel W. Persson SK Iter          | G. Hellqvist                  |
| 1911 100 km  | Erik Friborg Hammarby IF        | 0                                | 0                             |
| 1912 100 km  | Ragnar Malm Söderbrunns IS      | 0                                | 0                             |
| 1913 100 km  | Axel W. Persson Uppsala CK      | 0                                | 0                             |
| 1914 100 km  | Ingen tävling                   | 0                                | 0                             |
| 1915 100 km  | Harry Stenqvist CK Uni          | 0                                | 0                             |
| 1916 100 km  | Sigfrid Lundberg CK Uni         | 0                                | 0                             |
| 1917 100 km  | Ragnar Malm VIF Diana           | 0                                | 0                             |
| 1918 100 km  | Ragnar Andersson CK Uni         | 0                                | 0                             |
| 1919 100 km  | Axel W. Persson Uppsala CK      | 0                                | 0                             |
| 1920 100 km  | Ragnar Malm IF Thor             | Harry Stenqvist CK Uni           | Henrik Morén Hammarby IF      |
| 1921 100 km  | Ragnar Malm IF Thor             | 0                                | 0                             |
| 1922 100 km  | Ragnar Malm IF Thor             | Erik Bjurberg Hammarby IF        | Karl Lundberger Hammarby IF   |
| 1923 100 km  | Carl Frimodig Kungsörs SK       | Erik "Orsa" Bohlin Orsa IF       | Karl Lundberger Hammarby IF   |
| 1924 100 km  | Erik "Orsa" Bohlin Uppsala CK   | 0                                | 0                             |
| 1925 100 km  | Georg Johnsson IFK Enskede      | Folke Nilsson IF Thor            | Erik Nordin\| Uppsala CK      |
| 1926 100 km  | Gösta Carlsson IF Thor          | Folke Nilsson IF Thor            | Erik "Orsa" Bohlin Uppsala CK |
| 1927 100 km  | Gösta Carlsson IF Thor          | Erik "Orsa" Bohlin Uppsala CK    | Bernhard Britz IF Thor        |
| 1928 100 km  | Gösta Carlsson SK Fyrishof      | 0                                | 0                             |
| 1929 100 km  | Folke Nilsson SK Fyrishof       | Karl Lundberger Hammarby IF      | Gustaf Svensson IFK Enskede   |
| 1930 100 km  | Bernhard Britz SK Fyrishof      | 0                                | 0                             |
| 1931 100 km  | Arne Berg Hammarby IF           | Sven Andersson Hässelby CK       | Gösta Björklund SK Fyrishof   |
| 1932 100 km  | Gösta Björklund SK Fyrishof     | 0                                | 0                             |
| 1933 100 km  | Bernhard Britz IFK Enskede      | Folke Nilsson IF Thor            | Arne Berg Hammarby IF         |
| 1934 150 km  | Berndt Carlsson Hammarby IF     | B. Johnsson Jönköpings CK        | Rudolf Gustavsson SK Fyrishof |
| 1935 150 km  | Rudolf Gustavsson SK Fyrishof   | Berndt Carlsson Hammarby IF      | Hugo Dahlberg Malmö CK        |
| 1936 150 km  | Ingvar Ericsson Hammarby IF     | Erik Jansson CK Meteor           | Sten Palmborg Fredrikshofs IF |
| 1937 150 km  | Martin Lundin CK Uni            | Gunnar Bohmar CK Hymer           | Evert Olsson CK Uni           |
| 1938 150 km  | Sven Johansson Hammarby IF      | Sture Andersson Landskrona CK    | Nils Andersson Hammarby IF    |
| 1939 150 km  | Ingvar Ericsson Hammarby IF     | Sven Johansson Hammarby IF       | Åke Seyffarth Sofia CK        |
| 1940 150 km  | Ingvar Ericsson Hammarby IF     | Åke Seyffarth Hammarby IF'       | Sven Johansson Hammarby IF    |
| 1941 150 km  | Sven Johansson Hammarby IF      | Sture Andersson Landskrona CK    | Harald Jansson Uppsala CK     |
| 1942 150 km  | Sture Andersson Landskrona CK   | Harry Jansson SK Fyrishof        | Sven Johansson Hammarby IF    |
| 1943 150 km  | Harry Snell CK Stella           | Sigvard Hellberg Fredrikshofs IF | Valdemar Johansson Borås      |
| 1944 150 km  | Harry Snell IK Ymer             | Sture Andersson                  | Olle Wickholm                 |
| 1945 150 km  | Harry Jansson SK Fyrishof       | Harry Snell                      | Sture Andersson               |
| 1946 150 km  | Nils Johansson IK Ymer          | Harry Snell                      | Olle Wänlund                  |
| 1947 150 km  | Sigge Larsson Fredrikshofs IF   | Harry Snell                      | Sven Johansson                |
| 1948 150 km  | Harry Snell IK Ymer             | Sven Johansson                   | Nils Johansson                |
| 1949 150 km  | Bengt Fröbom Fredrikshofs IF    | Nils Johansson                   | Yngve Lundh                   |
| 1950 150 km  | Harry Snell IK Ymer             | Sven Johansson CK Crescent       | Olle Wänlund Djursholms IF    |
| 1951 150 km  | Stig Mårtensson Fredrikshofs IF | Harry Snell                      | Lars Nordwall                 |
| 1952 150 km  | Stig Mårtensson Fredrikshofs IF | Evert Lindgren                   | Lars Nordwall                 |
| 1953 150 km  | Axel Öhgren Skellefteå AIK      | Yngve Lundh                      | Sven Körberg                  |
| 1954 150 km  | Lars Carlén Västerås CK         | Lars Nordwall                    | Owe Nordqvist                 |

Till 1946 ingick även Mälaren runt som SM-klass. Detta lopp ersattes då av 250 km (kallat "Långdistans"). 1955 slogs 150 km och 250 km ihop till ett lopp på 180 km.
Linje 250 km
| År0/0Distans | Guld                            | Silver                        | Brons                         |
| 1946 250 km  | Harry Snell IK Ymer             | Nalle Janemar Uppsala CK      | Nils Johansson IK Ymer        |
| 1947 250 km  | Harry Snell IK Ymer             | Sigge Larsson Fredrikshofs IF | Sture Andersson Landskrona CK |
| 1948 250 km  | Harry Snell IK Ymer             | Allan Carlsson Norrköpings CK | Sven Johansson Hammarby IF    |
| 1949 250 km  | Gunnar Johnsson CK Crescent     | Olle Wickholm Sandviken       | Sture Andersson Landskrona CK |
| 1950 250 km  | Stig Mårtensson Fredrikshofs IF | Harry Snell IK Ymer           | Sven Johansson CK Crscent     |
| 1951 250 km  | Allan Carlsson Norrköpings CK   | Yngve Lundh Bollnäs CK        | Bengt Fröbom Fredrikshofs IF  |
| 1952 250 km  | Yngve Lundh Bollnäs CK          | Allan Carlsson Norrköpings CK | Harry Snell IK Ymer           |
| 1953 250 km  | Evert Lindgren Bollnäs CK       | 0                             | 0                             |
| 1954 250 km  | Owe Nordqvist Fredrikshofs IF   | 0                             | 0                             |

Linje 180 km
| År0/0Distans    | Guld                                       | Silver                                    | Brons                                         |
| 1955 180 km     | Oswald Johansson CK Stefaniterna           | Lars Nordwall                             | Sven Körberg                                  |
| 1956 180 km     | Roland Ströhm Kramfors IF                  | 0                                         | Lars Nordwall                                 |
| 1957 180 km     | Uno Borgengârd Hisingens CK                | Karl-Ivar Andersson                       | Karl Johansson                                |
| 1958 180 km     | Gunnar Göransson CK Antilopen              | Karl-Ivar Andersson                       | Sven-Uno Stensson                             |
| 1959 180 km     | Owe Adamson Kumla CA                       | Nils Körberg                              | Bo Johansson                                  |
| 1960 180 km     | Owe Adamson Upsala CK                      | Karl Johansson                            | Gunnar Göransson                              |
| 1961 180 km     | Owe Adamson Upsala CK                      | Sune Hansson                              | Göte Sundell                                  |
| 1962 180 km     | Owe Adamson Upsala CK                      | Gösta Pettersson                          | Paul Munther                                  |
| 1963 180 km     | Einar Björklund CK Stefaniterna            | Jupp Ripfel                               | Lennart Emanuelsson                           |
| 1964 180 km     | Sven Hamrin Härnösands CK                  | Jupp Ripfel                               | Gösta Pettersson                              |
| 1965 180 km     | Jupp Ripfel CK Falken                      | Sture Pettersson                          | Steve Tell                                    |
| 1966 180 km     | Jupp Ripfel CK Falken                      | Sune Wennlöf                              | Einar Björklund                               |
| 1967 180 km     | Erik Pettersson Vårgårda CK                | Jupp Ripfel                               | Sune Wennlöf                                  |
| 1968 180 km     | Curt Söderlund CK Falken                   | Gösta Pettersson                          | Krister Persson                               |
| 1969 180 km     | Gösta Pettersson Vårgårda CK               | Jan-Åke Ek                                | Curt Söderlund                                |
| 1970 180 km     | Jupp Ripfel CK Falken                      | Sune Wennlöf                              | Krister Persson                               |
| 1971 180 km     | Jupp Ripfel CK Falken                      | Sune Wennlöf                              | Leif Hansson                                  |
| 1972 180 km     | Sven-Åke Nilsson CK Ringen                 | Ronnie Carlsson                           | Bernt Johansson                               |
| 1973 180 km     | Curt Söderlund CK Falken                   | Sven-Åke Nilsson                          | Anders Gåvertsson                             |
| 1974 180 km     | Bernt Johansson Mariestadcyklisten         | Leif Hansson                              | Sven-Åke Nilsson                              |
| 1975 180 km     | Roine Grönlund Falu CK                     | Ronnie Carlsson                           | Alf Segersäll                                 |
| 1976 180 km     | Tommy Prim CK Wano                         | Mats Mikiver                              | Leif Hansson                                  |
| 1977 180 km     | Alf Segersäll IF Saab                      | Bengt Nilsson                             | Tord Filipsson                                |
| 1978 180 km     | Thomas Eriksson Örebrocyklisterna          | Håkan Larsson                             | Bernt Scheler                                 |
| 1979 180 km     | Lennart Fagerlund Mariestadcyklisten       | Lars Eriksson                             | Bernt Scheler                                 |
| 1980 180 km     | Bengt Asplund Örebrocyklisterna            | Roy Almquist                              | Bernt Scheler                                 |
| 1981 180 km     | Thomas Eriksson Västerås CK                | Peter Jonsson                             | Peter Weberg                                  |
| 1982 180 km     | Mårten Rosén Södertälje CK                 | Per Christiansson                         | Anders Johansson                              |
| 1983 180 km     | Göran Barkfors CK Master                   | Patrick Serra                             | Thomas Eriksson                               |
| 1984 180 km     | Kjell Nilsson Örebrocyklisterna            | Jonas Tegström Motala AIF                 | Bengt Asplund                                 |
| 1985 180 km     | Per Christiansson Skoghalls CK-Hammarö     | Peter Jonsson                             | Lars Wahlqvist                                |
| 1986 180 km     | Lars Wahlqvist Motala AIF                  | Torbjörn Wallén                           | Anders Adamsson                               |
| 1987 180 km     | Björn Johansson Alingsås CK                | Michel Lafis                              | Kjell Hedman                                  |
| 1988 180 km     | Anders Jarl PKbankens CK                   | Michel Lafis                              | Per Moberg                                    |
| 1989 180 km     | Bengt Ring Spårvägens GoIF                 | Allen Andersson                           | Lars Wahlqvist                                |
| 1990 180 km     | Anders Eklundh Team RiksBo Spar Motala AIF | Michel Lafis                              | Jan Karlsson                                  |
| 1991 180 km     | Niklas Kindåker Spårvägens GoIF            | Patrick Serra                             | Stefan Andersson                              |
| 1992 180 km     | Anders Eklundh Team RiksBo Spar Motala AIF | Per Strååt                                | Per-Anders Johansson                          |
| 1993 180 km     | Klas Johansson CK Ceres                    | Michael Andersson                         | Dan Kullgren                                  |
| 1994 180 km     | Michael Andersson Team Isostar CK          | Stefan Andersson                          | Daniel Sjöberg                                |
| 1995 180 km     | Glenn Magnusson CK Bure                    | Daniel Sjöberg                            | Michel Lafis                                  |
| 1996 180 km     | Marcus Ljungqvist Team Wirsbo CK           | Michel Lafis                              | Henrik Sparr                                  |
| 1997 180 km     | Michel Lafis Örebrocyklisterna             | Glenn Magnusson                           | Johan Frederiksson                            |
| 1998 180 km     | Martin Rittsel Team Wirsbo CK              | Michel Lafis                              | Michael Andersson                             |
| 1999 180-220 km | Henrik Sparr Team Wirsbo CK                | Martin Rittsel                            | Niklas Axelsson                               |
| 2000 180-220 km | Stefan Adamsson Team Crescent CK           | Magnus Bäckstedt                          | Michel Lafis                                  |
| 2001 180-220 km | Marcus Ljungqvist Falu CK                  | Niklas Axelsson                           | Tobias Lergard                                |
| 2002 180-220 km | Stefan Adamsson Örebrocyklisterna          | Martin Rittsel                            | Jonas Olsson                                  |
| 2003 180-220 km | Jonas Holmkvist Team Bianchi Scandinavia   | Magnus Bäckstedt                          | Thomas Löfkvist                               |
| 2004 180-220 km | Petter Renäng Team Bianchi Nordic          | Marcus Ljungqvist                         | Christofer Stevenson                          |
| 2005 180-220 km | Jonas Ljungblad Skoghalls CK-Hammarö       | Christofer Stevenson                      | Stefan Adamsson                               |
| 2006 180-220 km | Thomas Löfkvist CK Cykelcity.se            | Christofer Stevenson                      | Lucas Persson                                 |
| 2007 180-220 km | Magnus Bäckstedt Kopparbergs CK            | Johan Landström                           | Gustav Larsson                                |
| 2008 180-220 km | Jonas Ljungblad Skoghalls CK-Hammarö       | Niklas Axelsson                           | Thomas Löfkvist                               |
| 2009 180-220 km | Marcus Ljungqvist Falu CK                  | Fredrik Ericsson                          | Patrik Moren                                  |
| 2010 180-220 km | Michael Stevenson Örebrocyklisterna        | Gustav Larsson                            | Michael Olsson                                |
| 2011 180-220 km | Philip Lindau CK Cyklecity.se              | Alexander Gingsjö                         | Marcus Johansson                              |
| 2012 180-220 km | Christofer Stevenson Team Kungälv IS       | Lars Andersson                            | Fredrik Kessiakoff                            |
| 2013 180-220 km | Michael Olsson Höllviken CK                | Petter Persson Åstorps CK                 | Håkan Nilsson Burseryds IF                    |
| 2014 180-220 km | Michael Olsson Höllviken CK                | Alexander Wetterhall Upsala CK            | Marcus Fåglum Karlsson Falköpings CK          |
| 2015 180-220 km | Alexander Gingsjö Skara CK                 | Richard Larsén Åhus CK                    | Tobias Ludvigsson Jönköpings CK               |
| 2016 180-220 km | Richard Larsén Team Tre Berg – Bianchi     | Niklas Gustavsson Team Tre Berg – Bianchi | Ludvig Bengtsson Team Tre Berg – Bianchi      |
| 2017 184 km     | Kim Magnusson Team Tre Berg – Bianchi      | Richard Larsén Team Tre Berg – Bianchi    | Alexander Wetterhall Team Tre Berg – Bianchi  |
| 2018 184,8 km   | Lucas Eriksson Motala AIF CK               | Tobias Ludvigsson CK HVR16                | Gustav Höög CK HVR16                          |
| 2019            | Lucas Eriksson Motala AIF CK               | Tobias Ludvigsson CK HVR16                | Erik Bergström Frisk Team F-arton Sports Club |
| 2020            | Kim Magnusson CK HVR16                     | Jacob Eriksson Gånhester CK               | Lucas Eriksson Gånhester CK                   |
| 2021            | Viktor Hillerström Rundh CK Hymer          | Richard Larsén Vincents Cycling Club      | Lucas Eriksson Gånghester CK                  |
| 2022            | Lucas Eriksson Gånghester CK               | Tobias Ludvigsson IK Hakarpspojkarna      | Jacob Eriksson Gånhester CK                   |
| 2023            | Lucas Eriksson Gånghester CK               | Hugo Forssell CK Hymer                    | Edvin Lovidius Södertälje CK                  |
| 2024            | Jacob Eriksson Gånghester CK               | Joel Rydergren CK Hymer                   | Gabriel Sandör CK Hymer                       |

### Tempolopp
| År0/0Distans | Guld                 | Silver                    | Brons                  |
| 1909 10 km   | Hjalmar Levin        | -                         | -                      |
| 1910 10 km   | Gustav Ericsson      | -                         | -                      |
| 1911 10 km   | Axel Persson         | -                         | -                      |
| 1912 10 km   | Axel Persson         | -                         | -                      |
| 1913 10 km   | Axel Persson         | -                         | -                      |
| 1915 10 km   | Harry Stenqvist      | -                         | -                      |
| 1916 10 km   | John Gustavsson      | -                         | -                      |
| 1918 10 km   | Ragnar Malm          | -                         | -                      |
| 1919 10 km   | Axel Persson         | -                         | -                      |
| 1920 10 km   | Harry Stenqvist      | -                         | -                      |
| 1921 10 km   | Arthur Bjurberg      | -                         | -                      |
| 1922 10 km   | Arthur Bjurberg      | -                         | -                      |
| 1923 10 km   | Arthur Bjurberg      | -                         | -                      |
| 1925 10 km   | Arthur Bjurberg      | -                         | -                      |
| 1926 10 km   | Karl Lundberger      | Hjalmar Bjurberg          | Gösta Carlsson         |
| 1927 10 km   | Karl Lundberger      | Gösta Carlsson            | Folke Nilsson          |
| 1928 10 km   | Folke Nilsson        | Gösta Carlsson            | Karl Lundberger        |
| 1929 10 km   | Nils Holmqvist       | Folke Nilsson             | Gustaf Svensson        |
| 1930 10 km   | Sven Thor            | Gustaf Svensson           | Holger Lund            |
| 1931 10 km   | Sven Thor            | Bernhard Britz            | Gustaf Svensson        |
| 1932 10 km   | Sven Thor            | -                         | -                      |
| 1933 10 km   | Gustaf Svensson      | Sven Thor                 | Arne Berg              |
| 1934 50 km   | Gustaf Svensson      | Bernhard Britz            | Rudolf Gustavsson      |
| 1935 50 km   | Berndt Carlsson      | Ingvar Eriksson           | Erik Jansson           |
| 1936 50 km   | Berndt Carlsson      | Sven Johansson            | Arne Berg              |
| 1937 50 km   | Sven Johansson       | Erik Jansson              | Berndt Carlsson        |
| 1938 50 km   | Sven Johansson       | Karl Erik Söderström      | John Hindersson        |
| 1939 50 km   | Åke Seyffarth        | -                         | -                      |
| 1940 50 km   | Åke Seyffarth        | Arvid Adamsson            | Sven Johansson         |
| 1941 50 km   | Sven Johansson       | Åke Seyffarth             | Arvid Adamsson         |
| 1942 50 km   | Arvid Adamsson       | Sven Johansson            | Sigvard Hellberg       |
| 1943 50 km   | Åke Seyffarth        | Karl Erik Söderström      | Uno Karlsson           |
| 1944 50 km   | Harald Janemar       | Arvid Adamsson            | Harry Snell            |
| 1945 50 km   | Harry Snell          | Arvid Adamsson            | Harald Janemar         |
| 1946 50 km   | Åke Olivestedt       | Sven Johansson            | Yngve Lundh            |
| 1947 50 km   | Sven Johansson       | Hans Iwar                 | Arvid Adamsson         |
| 1948 50 km   | Arvid Adamsson       | Yngve Lundh               | Sven Johansson         |
| 1949 50 km   | Alan Carlsson        | Arvid Adamsson            | Nils Johansson         |
| 1950 50 km   | Sven Johansson       | Olle Wänlund              | Arvid Adamsson         |
| 1951         | Stig Mårtensson      | John Wickström            | Lars Nordwall          |
| 1952         | Stig Mårtensson      | Evert Lindgren            | Lars Nordwall          |
| 1953         | Martin Sjökvist      | Gunnar Lindgren           | Stig Mårtensson        |
| 1954         | Lars Nordwall        | Evert Lindgren            | Gunnar Lindgren        |
| 1955         | Lars Nordwall        | Stig Mårtensson           | Sven Johansson         |
| 1956         | Herbert Dahlbom      | Gunnar Lindgren           | Gunnar Göransson       |
| 1957         | Herbert Dahlbom      | -                         | -                      |
| 1958         | Herbert Dahlbom      | -                         | -                      |
| 1959         | Sune Hansson         | -                         | -                      |
| 1960         | Herbert Dahlbom      | -                         | -                      |
| 1962         | Gösta Pettersson     | -                         | -                      |
| 1963         | Gösta Pettersson     | -                         | -                      |
| 1964         | Gösta Pettersson     | -                         | -                      |
| 1965         | Sture Pettersson     | -                         | -                      |
| 1966         | Gösta Pettersson     | -                         | -                      |
| 1967         | Gösta Pettersson     | -                         | -                      |
| 1968         | Tomas Pettersson     | -                         | -                      |
| 1969         | Gösta Pettersson     | -                         | -                      |
| 1970         | Curt Söderlund       | -                         | -                      |
| 1971         | Sten Andersson       | -                         | -                      |
| 1972         | Sten Andersson       | -                         | -                      |
| 1973         | Sten Andersson       | -                         | -                      |
| 1974         | Tord Filipsson       | -                         | -                      |
| 1975         | Tord Filipsson       | -                         | -                      |
| 1976         | Tord Filipsson       | -                         | -                      |
| 1977         | Tord Filipsson       | -                         | -                      |
| 1978         | Bengt Asplund        | -                         | -                      |
| 1979         | Tommy Prim           | -                         | -                      |
| 1980         | Bengt Asplund        | -                         | -                      |
| 1981         | Bengt Asplund        | -                         | -                      |
| 198          | Bengt Asplund        | -                         | -                      |
| 1983         | Håkan Larsson        | -                         | -                      |
| 1984         | Bengt Asplund        | -                         | -                      |
| 1985         | Magnus Knutsson      | -                         | -                      |
| 1986         | Anders Jarl          | -                         | -                      |
| 1987         | Björn Johansson      | -                         | -                      |
| 1988         | Jan Karlsson         | -                         | -                      |
| 1989         | Jan Karlsson         | -                         | -                      |
| 1990         | Lars Wahlqvist       | -                         | -                      |
| 1991         | Lars Wahlqvist       | -                         | -                      |
| 1992         | Michael Andersson    | -                         | -                      |
| 1993         | Michael Andersson    | -                         | -                      |
| 1994         | Magnus Åström        | -                         | -                      |
| 1995         | Jan Karlsson         | -                         | -                      |
| 1996         | Michael Andersson    | -                         | -                      |
| 1997         | Michael Andersson    | -                         | -                      |
| 1998         | Michael Andersson    | -                         | -                      |
| 1999         | Michael Andersson    | -                         | -                      |
| 2000         | Michael Andersson    | Petter Renäng             | Martin Rittsel         |
| 2001         | Jonas Olsson         | Gustav Larsson            | Tobias Lergard         |
| 2002         | Jonas Olsson         | Gustav Larsson            | Martin Rittsel         |
| 2003         | Magnus Bäckstedt     | Jonas Olsson              | Thomas Löfkvist        |
| 2004         | Thomas Löfkvist      | Petter Renäng             | Fredrik Johansson      |
| 2005         | Viktor Renäng        | Stefan Grahn              | Stefan Adamsson        |
| 2006         | Gustav Larsson       | Thomas Löfkvist           | Marcus Ljungqvist      |
| 2007         | Gustav Larsson       | Magnus Bäckstedt          | Lucas Persson          |
| 2008         | Fredrik Ericsson     | Gustav Larsson            | Thomas Löfkvist        |
| 2009         | Alexander Wetterhall | Fredrik Ericsson          | Fredrik Kessiakoff     |
| 2010         | Gustav Larsson       | Sébastien Balck           | Fredrik Kessiakoff     |
| 2011         | Gustav Larsson       | Thomas Löfkvist           | Alexander Wetterhall   |
| 2012         | Gustav Larsson       | Tobias Ludvigsson         | Alexander Wetterhall   |
| 2013         | Gustav Larsson       | Tobias Ludvigsson         | Thomas Löfkvist        |
| 2014         | Alexander Gingsjö    | Alexander Wetterhall      | Marcus Fåglum Karlsson |
| 2015         | Gustav Larsson       | Alexander Wetterhall      | Joakim Aleheim         |
| 2016         | Alexander Wetterhall | Tobias Ludvigsson         | Gustav Larsson         |
| 2017         | Tobias Ludvigsson    | Alexander Wetterhall      | Hampus Anderberg       |
| 2018         | Tobias Ludvigsson    | Staffan Arvidsson McShane | Hannes Bergström       |
| 2019         | Tobias Ludvigsson    | Erik Bergström Frisk      | Hugo Forssell          |
| 2020         | Jacob Ahlsson        | Tobias Ludvigsson         | Hugo Forssell          |
| 2021         | Hugo Forsell         | Jacob Ahlsson             | Tobias Ludvigsson      |
| 2022         | Jacob Ahlsson        | Edvin Lovidius            | Tobias Ludvigsson      |
| 2023         | Jacob Ahlsson        | Jakob Söderqvist          | Hjalmar Klyver         |
| 2024         | Jakob Söderqvist     | Tobias Ludvigsson         | Jacob Ahlsson          |

### Lagtävling linjelopp
150 km
| År   | Guld                                                           | Silver | Brons |
| 1938 | Hammarby IF Sven Johansson Nils Andersson Nils G Andersson     |        |       |
| 1941 | Hammarby IF Sven Johansson Arne Berg Nils Andersson            |        |       |
| 1942 | Hammarby IF Sven Johansson Karl Erik Ruthberg Bengt Malmgren   |        |       |
| 1943 | Fredrikshofs IF Sigge Hellberg Fritz Bågendahl Sune Söderström |        |       |
| 1944 | Västerås IK Börje Karlsson John Hindersson Erik Törnblom       |        |       |
| 1945 | SK Fyrishof Harry Jansson Folke Andersson Bernt Klefborg       |        |       |
| 1946 | IK Ymer Nils Johansson Harry Snell Folke Nilsson               |        |       |
| 1947 | Fredrikshofs IF Sigge Larsson Åke Olivestedt Olle Wickholm     |        |       |
| 1948 | IK Ymer Harry Snell Nils Johansson Folke Nilsson               |        |       |
| 1949 | Fredrikshofs IF Bengt Fröbom Owe Nordqvist Åke Olivestedt      |        |       |
| 1950 | Fredrikshofs IF Bengt Fröbom Owe Nordqvist K A Kjell           |        |       |
| 1951 | CK Wano Thure Bengtsson Stig Andersson Kjell Persson           |        |       |

250 km
| År   | Guld                                                        | Silver | Brons |
| 1946 | Upsala CK Halle Janemar Alex Lindgren Bengt Janemar         |        |       |
| 1947 | SK Fyrishof Rune Hammarström Ingvar Annerstig Rune Klefborg |        |       |
| 1948 | IK Ymer Harry Snell Nils Johansson Folke Nilsson            |        |       |
| 1949 | Fredrikshofs IF Sigge Hellberg Owe Nordqvist Bengt Fröbom   |        |       |
| 1950 | Fredrikshofs IF Stig Mårtensson Bengt Fröbom Owe Nordqvist  |        |       |
| 1951 | Fredrikshofs IF Bengt Fröbom Stig Mårtensson Owe Nordqvist  |        |       |

180 km
| År   | Guld                                                         | Silver | Brons |
| 1993 | Motala AIF Allen Andersson Johan Fagrell Mikael Olsson       |        |       |
| 1994 | Motala AIF Stefan Andersson Allen Andersson Anders Eklundh   |        |       |
| 1995 | Motala AIF Allen Andersson Anders Eklundh Stefan Andersson   |        |       |
| 1996 | Skoghalls CK Örjan Gustavsson Dan Kullgren Markus Persson    |        |       |
| 1997 | Team Wirsbo CK Johan Fredriksson Henrik Sparr Martin Rittsel |        |       |
| 1998 | Team Wirsbo CK Martin Rittsel Michael Andersson Henrik Sparr |        |       |

180-220 km
| År   | Guld                                                                 | Silver | Brons |
| 1999 | Team Crescent-Tranemo IF Jonas Ljungblad Klas Johansson Johan Flodin |        |       |
| 2000 | Team Crescent CK Stefan Adamsson Jonas Ljungblad Jonas Rydberg       |        |       |
| 2001 | Team Crescent CK Tobias Lergård Jonas Ljungblad Erik Wendel          |        |       |

### Lagtävling tempolopp
10 km
| År   | Guld                                                       | Silver | Brons |
| 1912 | IFK Örebro Karl Landsberg Harry Stenquist Titus Johansson  |        |       |
| 1913 | VIF Diana Arvid Pettersson Ragnar Malm Alex Ekström        |        |       |
| 1915 | CK Uni Harry Stenquist Ragnar Andersson Emil Eriksson      |        |       |
| 1916 | CK Uni Sigge Lundberg Alvar Forslund Leander Lundquist     |        |       |
| 1918 | IF Thor Ragnar Malm Sigge Lundberg Erik Bjurberg           |        |       |
| 1919 | IF Thor Erik Bjurberg Sigge Lundberg Ragnar Malm           |        |       |
| 1920 | IF Thor Arthur Bjurberg Sigge Lundberg Ragnar Malm         |        |       |
| 1921 | Katrineholms SK G Lindén Olle Lidén G Svärd                |        |       |
| 1922 | Hammarby IF Arthur Bjurberg Hjalmar Bjurberg Erik Bjurberg |        |       |
| 1923 | Nicolai IK Arthur Bjurberg Hjalmar Bjurberg Erik Bjurberg  |        |       |
| 1925 | SK Iter Arthur Bjurberg Erik Bjurberg Hjalmar Bjurberg     |        |       |
| 1926 | IF Thor Gösta Carlsson Nils Velin Folke Nilsson            |        |       |
| 1927 | IF Thor Gösta Carlsson Folke Nilsson Nils Velin            |        |       |
| 1928 | SK Fyrishof Folke Nilsson Gösta Carlsson Erik Jansson      |        |       |
| 1929 | SK Fyrishof Folke Nilsson Sven Nilsson Erik Jansson        |        |       |
| 1930 | SK Fyrishof Sven Thor Rolf Carlberg Nils Velin             |        |       |
| 1931 | SK Fyrishof Sven Thor Folke Nilsson Erik Jansson           |        |       |
| 1932 | SK Fyrishof Sven Thor Gösta Björklund Gösta Carlsson       |        |       |
| 1933 | IFK Enskede Gustav Svensson Bernhard Britz Erik Larsson    |        |       |

50 km
| År   | Guld                                                                | Silver | Brons |
| 1934 | IFK Enskede Gustav Svensson Bror Jansson Erik Törnblom              |        |       |
| 1935 | Hammarby IF Berndt Carlsson Ingvar Ericsson Sven Höglund            |        |       |
| 1936 | Hammarby IF Berndt Carlsson Arne Berg Sven Höglund                  |        |       |
| 1937 | Hammarby IF Sven Johansson Berndt Carlsson Nils Andersson           |        |       |
| 1938 | Hammarby IF Sven Johansson Berndt Carlsson Ingvar Ericsson          |        |       |
| 1939 | Fredrikshofs IF Karl Erik Söderström Elis Nyberg Karl Erik Nilsson  |        |       |
| 1940 | Hammarby IF Åke Seyffarth Sven Johansson Algot Jonsson              |        |       |
| 1941 | Hammarby IF Sven Johansson Åke Seyffarth Nils Andersson             |        |       |
| 1942 | Fredrikshofs IF Sigge Hellberg Karl Erik Söderström Sune Söderström |        |       |
| 1943 | Fredrikshofs IF Karl Erik Söderström Sigge Hellberg Fritz Bågendahl |        |       |
| 1944 | Hammarby IF Evert Widewall Sven Johansson Nils Andersson            |        |       |
| 1945 | Upsala CK Harald Janemar Bengt Janemar Arne Gozzi                   |        |       |
| 1946 | Fredrikshofs IF Åke Olivestedt Olle Wickholm Sigge Hellberg         |        |       |
| 1947 | SK Fyrishof Ingvar Annerstig Rolf Bernheim Rune Hammarström         |        |       |
| 1948 | Göteborgs CA Arvid Adamson Folke Johnsson Anders Andersson          |        |       |
| 1949 | Sandvikens CK Alex Lindgren Olle Wickholm Gunnar Lindgren           |        |       |
| 1950 | Djursholms IF Olle Wänlund Gunnar Lindgren Rolf Bernheim            |        |       |
| 1951 | Fredrikshofs IF Stig Mårtensson Olle Wickholm Bengt Fröbom          |        |       |
| 1952 | Bollnäs CK Evert Lindgren Yngve Lundh Erik Kvick                    |        |       |
| 1953 | Örebro VK Karl-Magnus Åmell Sven Johansson Karl-Henry Jönsson       |        |       |
| 1954 | CK Wano Gunnar Lindgren Thure Bengtsson Rune Nilsson                |        |       |
| 1955 | Fredrikshofs IF Stig Mårtensson Erik Grudd Karl Erik Ohlin          |        |       |
| 1956 | Fredrikshofs IF Stig Mårtensson Erik Grudd L Carlsson               |        |       |
| 1957 | CK Wano Rune Nilsson Gunnar Lindgren Clarence Carlsson              |        |       |
| 1958 | CK Wano Gunnar Lindgren Rune Nilsson Knut Karlsson                  |        |       |
| 1959 | CK Wano Gunnar Lindgren Rune Nilsson Knut Karlsson                  |        |       |
| 1960 | Djurgårdens IF Herbert Dahlbom Oswald Johansson Gunnar Göransson    |        |       |
| 1961 | Djurgårdens IF Herbert Dahlbom Oswald Johansson Gunnar Göransson    |        |       |
| 1962 | Upsala CK Paul Munther Owe Adamson Gösta Rödén                      |        |       |
| 1963 | Vårgårda CK Gösta Pettersson Sture Pettersson Erik Pettersson       |        |       |
| 1964 | Vårgårda CK Gösta Pettersson Sture Pettersson Erik Pettersson       |        |       |
| 1965 | Vårgårda CK Sture Pettersson Jan-Åke Ek Erik Pettersson             |        |       |
| 1966 | Vårgårda CK Gösta Pettersson Tomas Pettersson Erik Pettersson       |        |       |
| 1967 | Vårgårda CK Gösta Pettersson Erik Pettersson Tomas Pettersson       |        |       |
| 1968 | Vårgårda CK Tomas Pettersson Jan-Åke Ek Erik Pettersson             |        |       |
| 1969 | Vårgårda CK Gösta Pettersson Tomas Pettersson Jan-Åke Ek            |        |       |
| 1970 | CK Falken Curt Söderlund Jupp Ripfel Tony Svensson                  |        |       |
| 1971 | Kinds CK Tomas Gustafson Jan-Ola Ek Inge Henningsson                |        |       |
| 1972 | Skogshalls CK Tord Filipsson Hardy Görgenssen Hans-Uno Engström     |        |       |
| 1973 | Kinds CK Tomas Gustafson Bengt Pettersson Stefan Svensson           |        |       |
| 1974 | Kumla CA Hans-Roger Bergström Leif Lundström Ronnie Carlsson        |        |       |
| 1975 | Falu CK Christer Lönnerby Roine Grönlund Claes Svensson             |        |       |
| 1976 | CK Wano Kent Glittmark Tommy Prim Bengt Nilsson                     |        |       |
| 1977 | IF Saab Alf Segersäll Mats Gustavsson Claes Göransson               |        |       |
| 1978 | IF Saab Tommy Prim Claes Göransson Mats Mikiver                     |        |       |
| 1979 | IF Saab Tommy Prim Alf Segersäll Claes Göransson                    |        |       |
| 1980 | IK Ymer Håkan Karlsson Peter Jonson Mats Gustafsson                 |        |       |
| 1981 | Örebrocyklisterna Anders Adamson Kristian Allberg Bengt Asplund     |        |       |
| 1982 | Kumla CA Bengt Asplund Thomas Eriksson Kjell Hedman                 |        |       |
| 1983 | Kumla CA Bengt Asplund Thomas Eriksson Kjell Hedman                 |        |       |
| 1984 | Örebrocyklisterna Magnus Knutsson Stefan Brykt Kjell Nilsson        |        |       |
| 1985 | Motala AIF Anders Jarl Lars Wahlqvist Allen Andersson               |        |       |
| 1986 | Motala AIF Anders Jarl Magnus Knutsson Lars Wahlqvist               |        |       |
| 1987 | PKbankens CK Magnus Knutsson Roul Fahlin Michel Lafis               |        |       |
| 1988 | PKbankens CK Allen Andersson Anders Jarl Roul Fahlin                |        |       |
| 1989 | Motala AIF Johan Fagrell Lars Wahlqvist Mikael Ohlsson              |        |       |
| 1990 | Motala AIF Lars Wahlqvist Johan Fagrell Mikael Ohlsson              |        |       |
| 1991 | Nordbanken CK Lars Wahlqvist Magnus Knutsson Björn Johansson        |        |       |
| 1992 | Falköpings CK Jan Karlsson Glenn Magnusson Stefan Halleröd          |        |       |
| 1993 | Team Isostar CK Michael Andersson Nicklas Axelsson Martin Rittsel   |        |       |
| 1994 | Team Isostar CK Michael Andersson Pasi Hokkanen Martin Rittsel      |        |       |
| 1995 | Motala AIF Johan Fagrell Allen Andersson Lars Wahlqvist             |        |       |
| 1996 | Team Wirsbo CK Michael Andersson Martin Rittsel Johan Fredriksson   |        |       |
| 1997 | Team Wirsbo CK Michael Andersson Martin Rittsel Johan Fredriksson   |        |       |
| 1998 | Team Wirsbo CK Michael Andersson Martin Rittsel Marcus Ljungqvist   |        |       |

40-50 km
| År   | Guld                                                                                       | Silver | Brons |
| 1999 | Team Wirsbo CK Michael Andersson Marcus Ljungqvist John Nilsson                            |        |       |
| 2000 | Team Crescent CK Petter Renäng Tobias Lergård Stefan Adamsson                              |        |       |
| 2001 | Team Crescent CK Jonas Olsson Gustav Larsson Tobias Lergård                                |        |       |
| 2002 | Team Crescent CK Jonas Olsson Gustav Larsson Tobias Lergård                                |        |       |
| 2003 | Team Bianchi Scandinavia Jonas Olsson Thomas Löfkvist Petter Renäng                        |        |       |
| 2004 | Team Mälarenergi CK Fredrik Johansson Dennis Persson Lucas Persson                         |        |       |
| 2005 | CK Cykelcity.se Viktor Renäng Johan Lindgren Marcus Juneholt                               |        |       |
| 2006 | CK Cykelcity.se Thomas Löfkvist Anton Hulth Marcus Juneholt                                |        |       |
| 2007 | CK Cykelcity.se Petter Renäng Thomas Löfkvist Viktor Renäng                                |        |       |
| 2008 | Team Cykelcity Fredrik Ericsson Thomas Löfkvist Johan Lindgren                             |        |       |
| 2009 | Team Capinordic-Cyclecomponents.com CK Fredrik Ericsson Christofer Stevenson Lucas Persson |        |       |
| 2010 | Borås CA Björn Andersson Christofer Stevenson Joakim Åleheim                               |        |       |
| 2011 | CK Cykelcity.se Sebastian Balck Jimmy Rönn Fredrik Ericsson                                |        |       |
| 2012 | CK C4 Alexander Gingsjö Joakim Åleheim Jakob Södergrann                                    |        |       |
| 2013 | Falköpings CK Joakim Åleheim Marcus Fåglum Karlsson Jesper Johansson                       |        |       |

100 km
| År   | Guld                                                          | Silver | Brons |
| 1912 | IFK Örebro Harry Stenquist Karl Landsberg Titus Johansson     |        |       |
| 1913 | IFK Örebro Harry Stenquist Karl Landsberg Titus Johansson     |        |       |
| 1915 | CK Uni Harry Stenquist Ragnar Andersson Sigge Lundberg        |        |       |
| 1916 | CK Uni Sigge Lundberg Leander Lundquist Eskil Åkerlund        |        |       |
| 1917 | CK Uni Leander Lundquist Gunnar Lindholm Emil Eriksson        |        |       |
| 1918 | Södertälje SK John Gustafsson Hilding Andersson Adolf Scott   |        |       |
| 1919 | Upsala CK A W Persson Carl Ohlsson Robert Carlsson            |        |       |
| 1920 | IF Thor Ragnar Malm Sigge Lundberg Erik Bjurberg              |        |       |
| 1921 | Södertälje SK Adolf Scott John Gustafsson Hugo Karlsson       |        |       |
| 1922 | Hammarby IF Erik Bjurberg Karl Lundberger Olle Svensson       |        |       |
| 1923 | Hammarby IF Karl Lundberger Valter Carlsson Olle Svensson     |        |       |
| 1924 | Upsala CK Erik Bohlin Carl Frimodig Erik Nordin               |        |       |
| 1925 | IF Thor Folke Nilsson Holmfrid Eriksson Gösta Carlsson        |        |       |
| 1926 | IF Thor Gösta Carlsson Folke Nilsson Nils Velin               |        |       |
| 1927 | IF Thor Gösta Carlsson Bernhard Britz Folke Nilsson           |        |       |
| 1928 | SK Fyrishof Gösta Carlsson Folke Nilsson Bernhard Britz       |        |       |
| 1929 | SK Fyrishof Folke Nilsson Bernhard Britz Rolf Carlberg        |        |       |
| 1930 | SK Fyrishof Bernhard Britz Gösta Björklund Hjalmar Pettersson |        |       |
| 1931 | SK Fyrishof Gösta Björklund Gösta Carlsson Folke Nilsson      |        |       |
| 1932 | CK Uni Evert Ohlsson Martin Lundin Folke Svensson             |        |       |

150 km
| År   | Guld                                                    | Silver | Brons |
| 1933 | IFK Enskede Bernhard Britz Gustav Svensson Nils Velin   |        |       |
| 1934 | Hammarby IF Berndt Carlsson Arne Berg Nils Andersson    |        |       |
| 1935 | Hammarby IF Berndt Carlsson Arne Berg Nils Andersson    |        |       |
| 1936 | Hammarby IF Ingvar Ericsson Sven Höglund Sture Stenbeck |        |       |
| 1937 | CK Uni Martin Lundin Evert Ohlsson Erik Törnblom        |        |       |

### Webbkällor
1. ↑  Resultat linjelopp damer, 2015 Arkiverad 20 januari 2016 hämtat från the Wayback Machine., Läst 25 juni 2016
2. ↑  Resultat linjelopp damer, 2016 Arkiverad 28 augusti 2016 hämtat från the Wayback Machine., Läst 25 juni 2016
3. ↑  ”Sara Penton tar SM-guld efter dramatisk spurtstrid”. scf.se. 26 juni 2017. https://scf.se/landsvag/sara-penton-tar-sm-guld-efter-dramatisk-spurtstrid/. Läst 3 november 2022.
4. ↑  ”Emilia Fahlin Svensk mästare på landsväg 2018”. scf.se. 23 juni 2018. https://scf.se/landsvag/emilia-fahlin-svensk-mastare-pa-landsvag-2018/. Läst 3 november 2022.
5. ↑  ”Landsvägs-SM: Lisa Nordén, svensk linjemästare och August Höglund, juniormästare i Båstad idag”. via.tt.se. 29 juni 2019. https://via.tt.se/pressmeddelande/landsvags-sm-lisa-norden-svensk-linjemastare-och-august-hoglund-juniormastare-i-bastad-idag?publisherId=3235773&releaseId=3266527. Läst 3 november 2022.
6. 1 2  ”Kim Magnusson svensk mästare på Linje SM”. via.tt.se. 4 oktober 2020. https://via.tt.se/pressmeddelande/kim-magnusson-svensk-mastare-pa-linje-sm?publisherId=3235773&releaseId=3283799. Läst 3 november 2022.
7. ↑  ”JUST NU – Vinnaren i Dam Senior SM Landsväg Linje utsedd”. scf.se. 19 juni 2021. https://scf.se/landsvag/just-nu-vinnaren-i-dam-senior-sm-landsvag-linje-utsedd/. Läst 3 november 2022.
8. ↑  ”Jenny Rissveds gick solo tidigt i stor SM-seger – landsväg hjälper MTB:n”. scf.se. 25 juni 2022. https://scf.se/landsvag/jenny-rissveds-gick-solo-tidigt-i-stor-sm-seger-landsvag-hjalper-mtbn/. Läst 3 november 2022.
9. ↑  ”Emilia Fahlin var starkast i spurten på SM-linje”. Svenska Cykelförbundet. 24 juni 2023. https://via.tt.se/pressmeddelande/3354932/emilia-fahlin-var-starkast-i-spurten-pa-sm-linje?publisherId=3235773&lang=sv. Läst 28 mars 2024.
10. ↑  ”Mika Söderström solo mot guldet efter ett imponerande SM-linjelopp”. scf.se. 22 juni 2024. https://scf.se/landsvag/mika-soderstrom-gick-solo-mot-sm-guld-elin-alsjo-vann-damjunior/. Läst 5 november 2024.
11. ↑  Resultatlista Svenska Mästerskapen Landsväg - Tempo (Damer), 2014 Arkiverad 17 augusti 2016 hämtat från the Wayback Machine., Läst 6 juli 2016
12. ↑  Resultatlista Svenska Mästerskapen Landsväg - Tempo (Damer), 2015 Arkiverad 20 augusti 2016 hämtat från the Wayback Machine., Läst 26 juni 2016
13. ↑  Resultatlista Svenska Mästerskapen Landsväg - Tempo (Damer), 2016 Arkiverad 4 augusti 2016 hämtat från the Wayback Machine., Läst 26 juni 2016
14. 1 2  ”Tempo-SM avgjorts Lisa Nordén och Tobias Ludvigsson tar hem gulden”. scf.se. 26 juni 2017. https://scf.se/landsvag/tempo-sm-avgjorts-lisa-norden-och-tobias-ludvigsson-tar-hem-gulden/. Läst 3 november 2022.
15. 1 2  ”Lisa Nordén försvarade SM-titeln i tempo”. cykla.se. 21 juni 2018. https://cykla.se/artiklar/lisa-norden-forsvarade-sm-titeln-tempo/. Läst 3 november 2022.
16. 1 2  ”Medaljörer SM tempo 2019”. scf.se. 14 augusti 2019. https://scf.se/landsvag/tavling/sm-landsvag-2019/resultat-sm-tempo-2019/. Läst 3 november 2022.
17. 1 2  ”Nya och gamla vinnare korade under helgen när SM Tempo kördes”. scf.se. 27 juli 2020. https://scf.se/landsvag/nya-och-gamla-sm-vinnare-korade-under-helgen-nar-tempo-sm-kordes/. Läst 3 november 2022.
18. 1 2  ”Svenska Mästerskapen Landsväg Tempo 2021 är igång! Den svenska eliten är korad!”. scf.se. 5 augusti 2021. https://scf.se/landsvag/svenska-masterskapen-landsvag-tempo-2021-ar-igang-den-svenska-eliten-korades-idag/. Läst 3 november 2022.
19. ↑  ”Nathalie Eklund i smått makalös form – fem raka efter SM-tempot”. scf.se. 23 juni 2022. https://scf.se/landsvag/nathalie-eklund-i-smatt-makalos-form-fem-raka-efter-sm-tempot/. Läst 3 november 2022.
20. 1 2  ”Rissveds övertygade och Ahlsson vann ett riktigt drama i tempo-SM”. scf.se. 22 juni 2023. https://scf.se/landsvag/4193-2/. Läst 28 mars 2024.
21. 1 2  ”Jakob Söderqvist och Lisa Nordén vann SM i tempo efter två rysare”. Svenska Cykelförbundet. 18 juni 2024. https://via.tt.se/pressmeddelande/3531895/jakob-soderqvist-och-lisa-norden-vann-sm-i-tempo-efter-tva-rysare?publisherId=3235773&lang=sv. Läst 5 november 2024.
22. ↑  En viktig faktor här är att antalet belagda vägar ökade kraftigt i samband med bilismens ökning - tidigare grusvägar var helt plötsligt asfalterade, och, såklart, mycket mer lättcyklade.
23. ↑  ”Kim Magnusson blir svensk mästare i linjelopp”. scf.se. 26 juni 2017. https://scf.se/landsvag/kim-magnusson-blir-svensk-mastare-i-linjelopp-2017/. Läst 3 november 2022.
24. ↑  ”Lucas Eriksson Svensk mästare på landsväg 2018 i herrelit”. scf.se. 24 juni 2018. https://scf.se/landsvag/lucas-eriksson-svensk-mastare-pa-landsvag-2018-i-herrelit/. Läst 3 november 2022.
25. ↑  ”Lucas Eriksson försvarade sitt SM-guld”. via.tt.se. 30 juni 2019. https://via.tt.se/pressmeddelande/lucas-eriksson-forsvarade-sitt-sm-guld?publisherId=3235773&releaseId=3266524. Läst 3 november 2022.
26. ↑  ”Vinnaren i Herr Senior SM Landsväg Linje är utsedd”. via.tt.se. 20 juni 2021. https://scf.se/landsvag/vinnaren-i-herr-senior-sm-landsvag-linje-ar-utsedd/. Läst 3 november 2022.
27. ↑  ”Lucas Eriksson vann favoriternas kamp på sista varvet i SM-hettan”. via.tt.se. 26 juni 2022. https://scf.se/landsvag/lucas-eriksson-vann-favoriternas-kamp-sista-varvet-i-sm-hettan/. Läst 3 november 2022.
28. ↑  ”Lucas Eriksson om det taktiska tänket i rekordjämnt SM-drama”. scf.se. 25 juni 2023. https://scf.se/landsvag/lucas-eriksson-om-det-taktiska-tanket-i-rekordjamnt-sm-drama/. Läst 28 mars 2024.
29. ↑  ”Jacob Eriksson slet i tätkvartett och det räckte ända fram till SM-guld”. scf.se. 23 juni 2024. https://scf.se/forbundet/jacob-eriksson-slet-i-tatkvartett-och-det-rackte-anda-fram-till-sm-guld/. Läst 5 november 2024.
30. ↑  Resultatlista Svenska Mästerskapen Landsväg - Tempo (Herrar), 2014 Arkiverad 17 augusti 2016 hämtat från the Wayback Machine., Läst 6 juli 2016
31. ↑  Resultatlista Svenska Mästerskapen Landsväg - Tempo (Herrar), 2015 Arkiverad 20 augusti 2016 hämtat från the Wayback Machine., Läst 27 juni 2016
32. ↑  Resultatlista Svenska Mästerskapen Landsväg - Tempo (Herrar), 2016 Arkiverad 27 juni 2016 hämtat från the Wayback Machine., Läst 26 juni 2016
33. ↑  ”Jacob Ahlssons monsteravslutning gav efterlängtat SM-guld i tempo”. scf.se. 23 juni 2022. https://scf.se/landsvag/jacob-ahlssons-monsteravslutning-gav-efterlangtat-sm-guld-i-tempo/. Läst 3 november 2022.